# Glory Odiase
Glory Odiase (sinh ngày 15 tháng 9 năm 1993) là một tay đua xe đạp chuyên nghiệp người Nigeria. Cô đã giành được huy chương vàng khi đại diện cho Nigeria trong sự kiện đua xe đạp thử nghiệm thời gian của phụ nữ cùng với Happiness Okafor, Rosemary Marcus và Gripa Tombrapa tại Đại hội Thể thao toàn châu Phi 2015 ở Congo Brazzaville.